# Mezzo punto croce

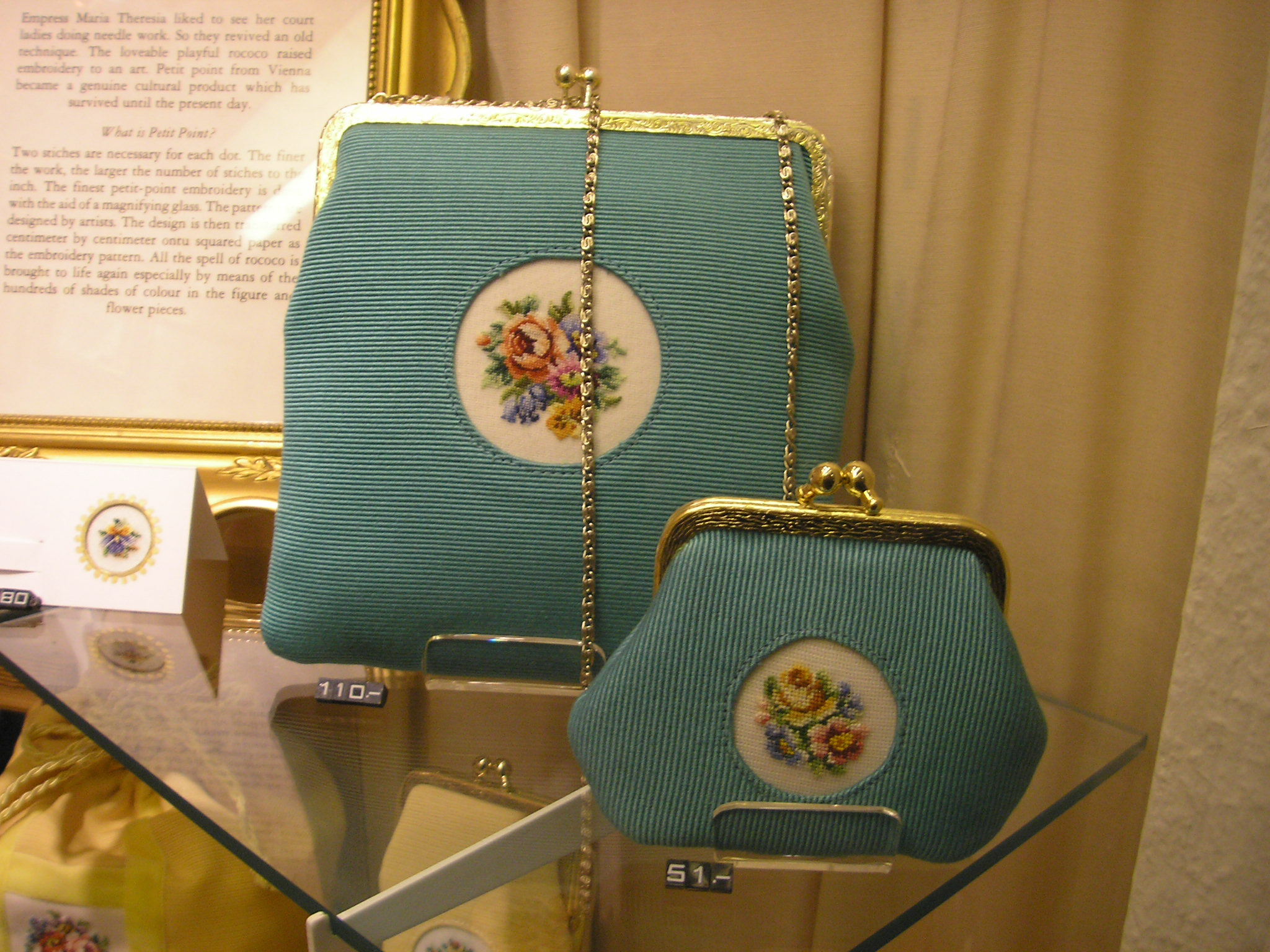
Pochettes a piccolo punto in un negozio di Vienna

Il mezzo punto croce o mezzo punto, è un punto di base nel ricamo. 

## Definizione ed esecuzione
Il punto si realizza esattamente come si nomina, e cioè eseguendo il solo giro di andata del punto croce, 1/2 punto croce. Si tratta di un punto inclinato di 45° sul diritto del lavoro attraverso due fili di ordito e due di trama. Ogni punto successivo mantiene l'identica angolazione, direzione e lunghezza.
Prende il nome di "piccolo punto" quando viene eseguito su canovaccio a filo singolo e gettato a cavallo di un solo filo di trama e uno di ordito del tessuto.
Prende il nome di "punto gobelin" quando viene eseguito su canovaccio a filo singolo e gettato a cavallo di uno solo dei fili di ordito e due di trama.

## Uso e destinazione
Questa tecnica è adatta a ricoprire tratti di tessuti molto estesi e destinati soprattutto agli accessori d'arredamento ed elementi da tappezzeria. Richiede l'uso di un robusto canovaccio in lana o cotone, di filati adatti per robustezza e diametro e, per teli estesi, anche di grandi telai. Oggi questo genere è considerato sorpassato o almeno inusuale, ma fino e la prima metà del XX secolo ebbe grande fortuna soprattutto nelle case patrizie in cui era consigliato per l'educazione delle fanciulle e il passatempo delle signore. Prevedeva l'uso di grandi telai e la composizione di arazzi riproducenti immagini sacre e dipinti famosi. 
I prodotti erano a volte autentici capolavori che acquistavano pregio grazie a filati preziosi e ad oculate selezioni dei colori che venivano sapientemente distribuiti. 

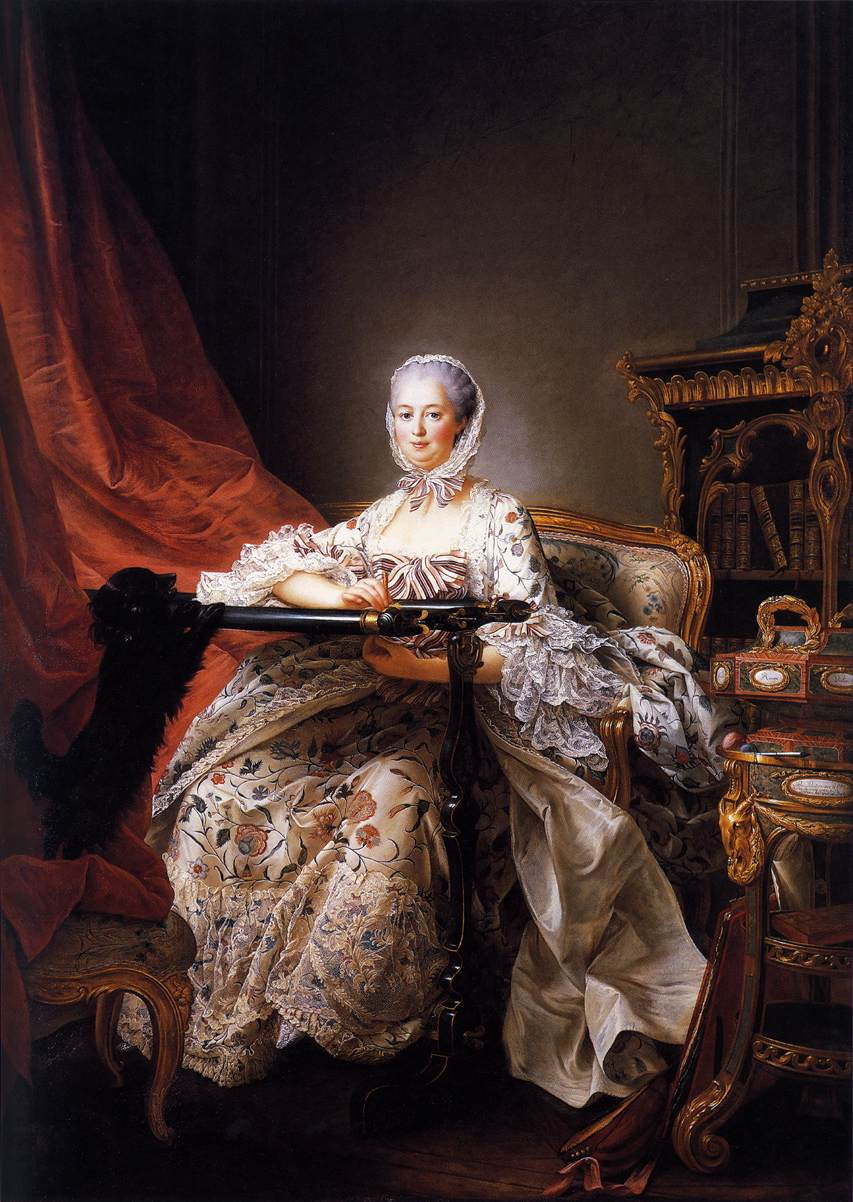
Madame de Pompadour al suo telaio da ricamo
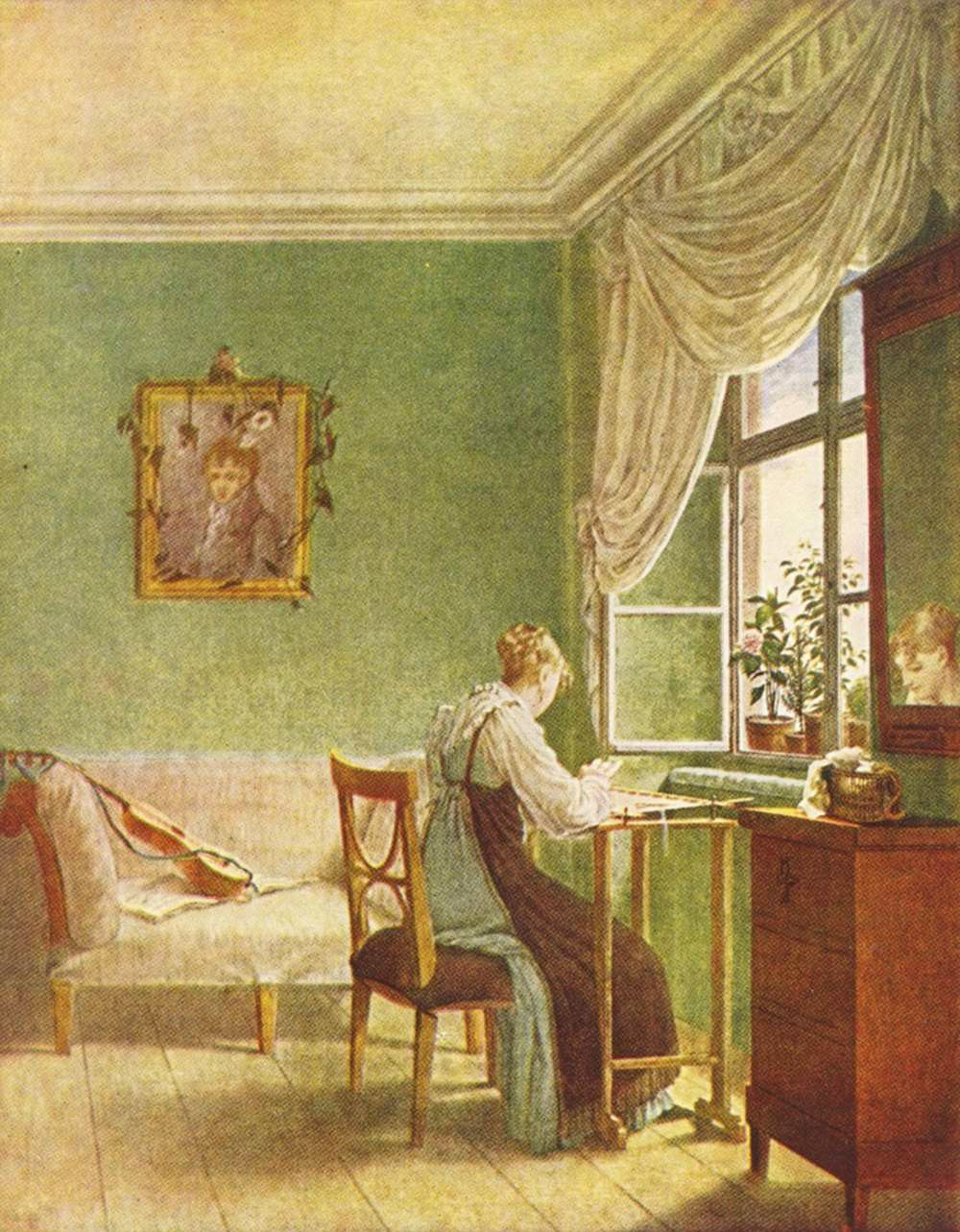
Georg Friedrich Kersting-Piccolo punto
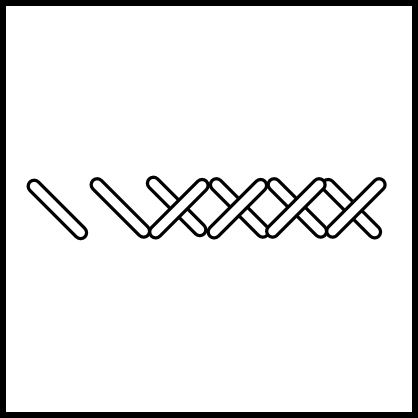
A sinistra il mezzo punto, a destra il punto croce
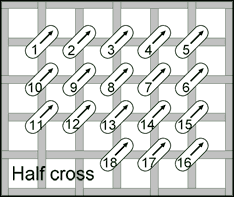
Procedimento di copertura a piccolo punto
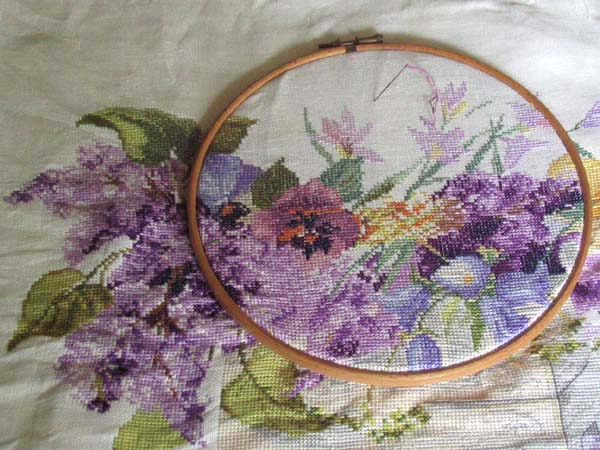
Lavorazione a tamburello
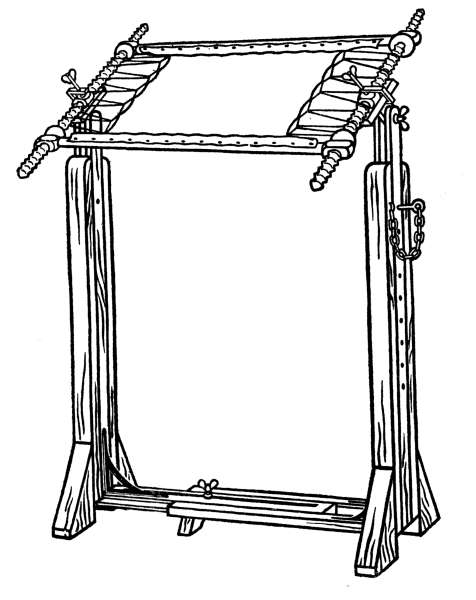
Telaio da ricamo.

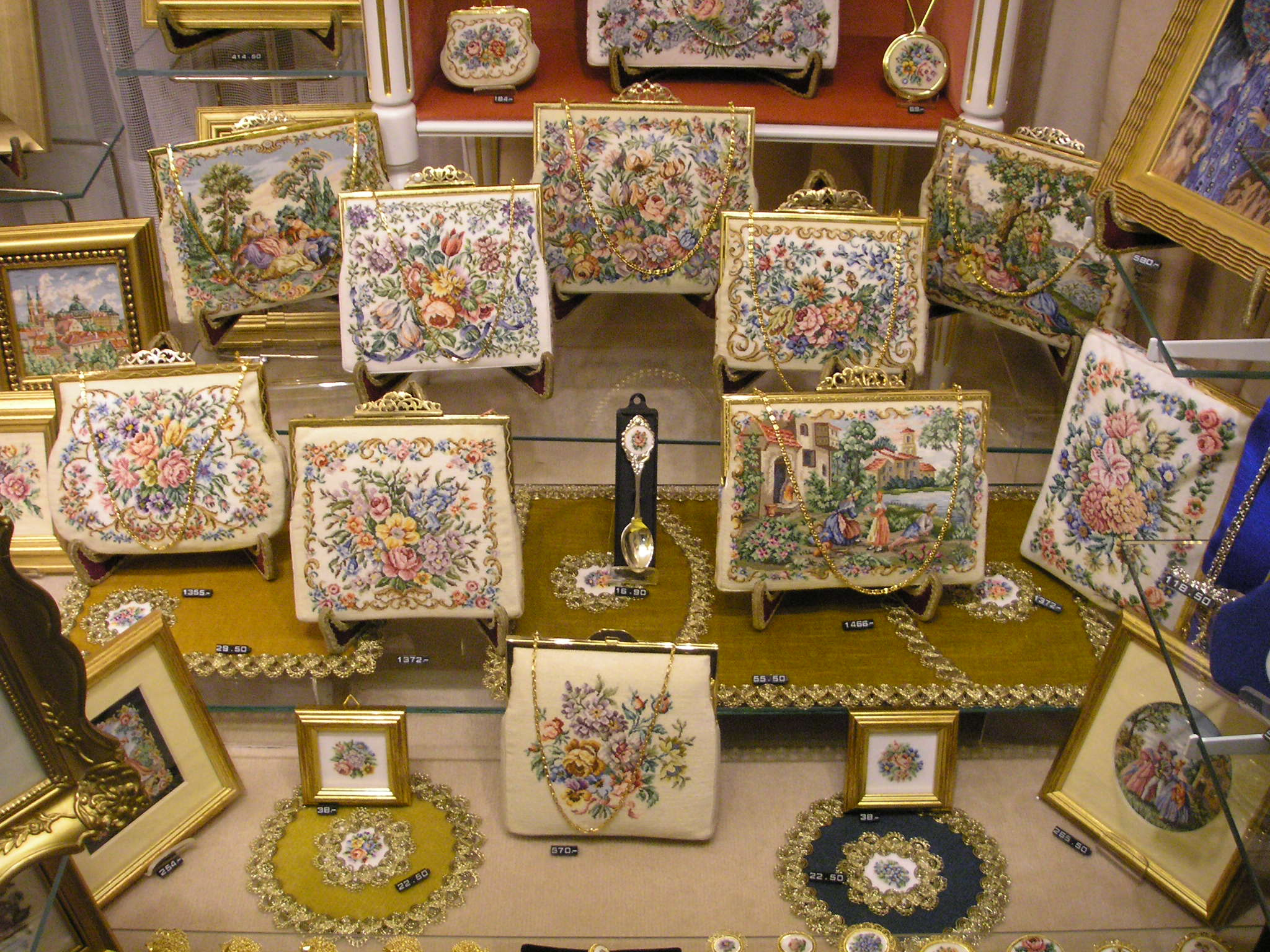
Accessori a piccolo punto in un negozio di Vienna

L'utilizzo si estendeva ad altri oggetti domestici e quindi alla realizzazione di tappezzerie, cuscini e altri oggetti d'arredamento. In questo caso si faceva spesso ricorso a filati sufficientemente grossi e robusti, di lana o di cotone misto a lana, sete e fili dorati per arrivare a coprire omogeneamente tutta la superficie interessata dal ricamo e garantire durata e qualità nel tempo. In queste occasioni il soggetto era di solito floreale, e il disegno più o meno stilizzato.
La moda di questo tipo di ricamo è andata sempre più diminuendo, anche perché l'effetto finale è considerato oggi piuttosto démodé. 
Rimane ricercato e originale l'uso che se ne fa nell'ambito degli accessori per signora.